# Maryna Linczuk
Maryna Linczuk (biał. Марына Лінчук, ur. 4 września 1987 w Mińsku na Białorusi) – białoruska modelka.

## Życiorys
Maryna Linczuk jako modelka zadebiutowała w 2005 roku na Białorusi. W 2006 roku rozpoczęła karierę międzynarodową. Była  twarzą kampanii reklamowej perfum firmy Escada „Moon Sparkle”. Występowała w niej pod pseudonimem Simone. W sezonie jesienno-zimowym w 2008 r. była także twarzą kampanii reklamowej perfum Miss Dior Cherie. Modelka związana jest aż z ośmioma agencjami modelek w różnych miejscach świata: w Europie (Londyn, Mediolan, Ateny, Paryż, Barcelona, Hamburg), Azji (Tokio), Ameryce Północnej (Nowy Jork). 
Maryna pojawiała się podczas pokazów mody lub w kampaniach reklamowych wielu wiodących kreatorów, takich jak Versace, Donna Karan, Dior, Gap, H&M, Kenneth Cole, Escada, Dolce & Gabbana Derek Lam, Givenchy, Gucci, Michael Kors, Prada czy Max Mara. W latach 2008–2010 występowała na pokazach mody Victoria’s Secret.
Magazyn Vogue Paris uznał ją za jedną z 30 największych modelek dekady 2000–2010.